# Ивановский государственный химико-технологический университет
Ивановский государственный химико-технологический университет — высшее учебное заведение, расположенное в городе Иваново. В университете ведут научную работу и образовательный процесс в сфере химических технологий, биохимии, электроники, материаловедении и технологии материалов, автоматизации технологических процессов и производств, управление инженерными системами, экономики, менеджмента, культурологии.

## История вуза
Историю вуза принято начинать с 1918 года, когда на базе эвакуированного в Иваново Рижского политехнического института декретом В. И. Ленина был создан Иваново-Вознесенский политехнический институт. В 1930 г. он был разделен на несколько вузов, одним из которых и стал ИХТИ (Ивановский химико-технологический институт).
В 1980 году ИХТИ награждён орденом Трудового Красного Знамени.
В 1986 году выпускники и преподаватели вуза как офицеры химических войск принимали участие в ликвидации последствий аварии на Чернобыльской АЭС. Пострадавшим в результате этой операции, у главного корпуса ИГХТУ установлен памятный знак.
В 1993 был переименован в ИГХТА (Ивановскую государственную химико-технологическую академию).
В 1998 ИГХТА преобразована в Ивановский государственный химико-технологический университет. В 2005 году ИГХТУ был отмечен Благодарностью Президента РФ.
За 2019 год университет получил более 30 патентов на изобретения и выиграл свыше 20 грантов. Молодые ученые вуза регулярно побеждают во всероссийских и международных конкурсах. В 2019 году представителям университета досталась каждая двадцатая стипендия президента России для обучения за рубежом.

## Размещение
Университет расположен в семи корпусах:
- Аудиторный корпус. (корпус А). Построен в 1930-х годах.
- Блок поточных аудиторий (корпус Б). Так называемая «банка». Здание круглой формы, в котором расположены большие аудитории и библиотека ИГХТУ. Построен в 1970-е годы.
- Высотное здание (корпус В), «высотка». Построена в 1970-е годы одновременно с «банкой».
- Главный корпус ИГХТУ (корпус Г). Здесь находится ректорат и деканаты. Построен в 1930 году по проекту академика Фомина. Составляет единый архитектурный комплекс со зданием Текстильной академии. Является памятником архитектуры.
- Корпус Д. Новый учебный корпус ИГХТУ. Открыт с 2016 года.
- Корпус И. Новый учебный корпус ИГХТУ. Расположен на ул. Жиделева.
- Гуманитарный корпус (корпус К). Построен в 1930 году в качестве студенческого общежития. Полностью реконструирован в 2009 г.[3]

## Факультеты, кафедры и другие структурные подразделения ИГХТУ

#### Факультет неорганической химии и технологии
- Кафедра физической и коллоидной химии
- Кафедра физики
- Кафедра общей химической технологии
- Кафедра неорганической химии
- Кафедра промышленной экологии
- Кафедра технологии керамики и электрохимических производств
- Кафедра технологии приборов и материалов электронной техники
- Кафедра технологии неорганических веществ

#### Факультет органической химии и технологии
- Кафедра аналитической химии
- Кафедра органической химии
- Кафедра технологии пищевых продуктов и биотехнологии
- Кафедра химии и технологии высокомолекулярных соединений
- Кафедра технологии тонкого органического синтеза
- Кафедра химической технологии волокнистых материалов

#### Факультет техники, управления и цифровой инфраструктуры
- Кафедра процессов и аппаратов химической технологии
- Кафедра технологических машин и оборудования
- Кафедра технической кибернетики и автоматики
- Кафедра информационных технологий и цифровой экономики
- Кафедра высшей и прикладной математики

#### Гуманитарный институт
- Кафедра иностранных языков и лингвистики
- Кафедра истории и культурологии
- Кафедра физической культуры
- Кафедра философии

#### Химический лицей
| - Приемная комиссия - Международная служба сопровождения иностранных граждан и образовательных программ - Музей ИГХТУ - Научно-технический клуб «ИННОВАЦИЯ» - НИИ химии макрогетероциклических соединений - Отдел патентной и изобретательской работы - Региональный центр содействия трудоустройству и адаптации к рынку труда выпускников учреждений высшего профессионального образования Ивановской области (РЦСТВ) - Студенческое правительство - Студклуб | - Центр китайского языка и культуры - Центр коллективного пользования научным оборудованием ИГХТУ - Научно-исследовательский институт термодинамики и кинетики химических процессов - Испытательный центр «Качество» - Центр подготовки и тестирования граждан зарубежных стран по русскому языку - Центр довузовского обучения и профессиональной ориентации - Совет молодых ученых - Орган по сертификации продукции ФГБОУ ВО ИГХТУ |

## Наиболее известные преподаватели и сотрудники вуза
- Член-корреспондент АН СССР, академик АН УССР и АН Польши, Герой Социалистического труда, трижды лауреат Сталинской премии, доктор технических наук Будников, Пётр Петрович (1885—1968).
- профессор Гольцшмидт Владимир Августович (1888—1952), заведующий кафедрой физической и коллоидной химии ИХТИ.
- доктор химических наук, заслуженный деятель науки РСФСР Заславский Иван Иванович (1889—1973).
- профессор Золотарёв Павел Васильевич (1888—1937), заведующий кафедрой общей химической технологии.
- профессор Минаев Василий Иванович (1878—1938), заведующий кафедрой химии и технологии волокнистых материалов.
- Николай Максимович Озмидов (1850—1938), профессор Иваново-Вознесенского политехнического института.
- профессор Памфилов Аркадий Владимирович (1893—1985), заведующий кафедрой аналитической химии.
- профессор Песков Николай Петрович (1880—1940), заведующий кафедрой общей химии.
- профессор Постников Владимир Фёдорович (1890—1944), заведующий кафедрой технологии неорганических веществ, награждён орденом «Знак Почёта».
- Действительный член АН СССР, лауреат Сталинской премии, профессор Сыркин, Яков Кивович (1894—1974), заведующий кафедрой физической химии.
- Действительный член АН УССР, профессор Шилов Евгений Алексеевич (1893—1970), заведующий кафедрой органической химии, награждён орденом «Знак Почёта» и орденом Трудового Красного Знамени.
- Член-корреспондент АН СССР, лауреат Государственной премии СССР 1987 г. Крестов Геннадий Алексеевич, ректор ИХТИ с 1972 по 1980 год.
- Доктор химических наук, профессор Лукомский Юрий Яковлевич.

## Направления и специальности обучения
Направление «Химия» (вступительные испытания — Химия, Математика, Русский язык)
- Профиль — «Медицинская и фармацевтическая химия»
- Профиль — «Молекулярный дизайн функциональных материалов и химия биосистем»
- Профиль — «Химическая экспертиза и инженерия»

Направление «Химическая технология» (вступительные испытания — Химия, Математика, Русский язык)
- Профиль — «Технология и переработка полимеров»
- Профиль — «Технология полимерных волокон и композиционных материалов»
- Профиль — «Химия полимеров медико-биологического назначения»
- Профиль — «Технология и дизайн защитно-декоративных полимерных покрытий»
- Профиль — «Химическая, био- и нанотехнологии текстиля»
- Профиль — «Технология органического и нефтехимического синтеза»
- Профиль — «Химическая технология химико-фармацевтических препаратов и косметических средств»
- Профиль — «Технология керамики и стекла»
- Профиль — «Химическая технология неорганических веществ»
- Профиль — «Технология переработки природного газа»
- Профиль — «Технология материалов и изделий электроники и наноэлектроники»
- Профиль — «Технология электрохимических производств и источников электрической энергии»

Направление «Продукты питания из растительного сырья» (вступительные испытания — Химия, Математика, Русский язык)
- Профиль — «Технология жиров, эфирных масел и парфюмерно-косметических продуктов»
- Профиль — «Технология хлеба, кондитерских и макаронных изделий»

Направление « Биотехнология» (вступительные испытания — Химия, Математика, Русский язык)
- Профиль — «Пищевая биотехнология»

Направление «Материаловедение и технологии материалов» (вступительные испытания — Химия, Математика, Русский язык)
- Профиль — «Материаловедение и технология новых материалов»

Направление «Технологии и проектирование текстильных изделий» (вступительные испытания — Химия, Математика, Русский язык)
- Профиль — «Текстильное материаловедение и товарная экспертиза»

Направление «Продукты питания животного происхождения» (вступительные испытания — Биология, Математика, Русский язык)
- Профиль — «Продукты питания животного происхождения»

Направление «Технология художественной обработки материалов» (вступительные испытания — Рисунок, Русский язык, Математика)
- Профиль — «Технология художественной обработки материалов»

Направление «Электроника и наноэлектроника» (вступительные испытания — Математика, Физика, Русский язык)
- Профиль — «Микроэлектроника и твердотельная электроника»

Направление «Нанотехнологии и микросистемная техника» (вступительные испытания — Математика, Физика, Русский язык)
- Профиль — «Нанотехнологии и микросистемная техника»

Направление «Энерго- и ресурсосберегающие процессы в химической технологии, нефтехимии и биотехнологии» (вступительные испытания — Математика, Физика, Русский язык)
- Профиль — «Защита окружающей среды и промышленная экология»
- Профиль — «Основные процессы химических производств и химическая кибернетика»

Направление «Автоматизация технологических процессов и производств» (вступительные испытания — Математика, Физика, Русский язык)
- Профиль — «Автоматизация технологических процессов и производств»

Направление «Технологические машины и оборудование» (вступительные испытания — Математика, Физика, Русский язык)
- Профиль — «Машины и аппараты пищевых производств»
- Профиль — «Технологические машины и оборудование химических и нефтехимических производств»

Направление «Техносферная безопасность» (вступительные испытания — Математика, Физика, Русский язык)
- Профиль — «Инженерная защита окружающей среды»

Направление «Управление в технических системах» (вступительные испытания — Математика, Информатика и информационно-коммуникационные технологии, Русский язык)
- Профиль — «Системы и средства автоматизации технологических процессов»

Направление «Информационные системы и технологии» (вступительные испытания — Математика, Информатика и информационно-коммуникационные технологии, Русский язык)
- Профиль — «Информационные системы и технологии»
- Профиль — «Анализ данных и цифровые финансовые технологии»

Направление «Стандартизация и метрология» (вступительные испытания — Математика, Информатика и информационно-коммуникационные технологии, Русский язык)
- Профиль — «Метрология, стандартизация и сертификация»

Направление «Менеджмент» (вступительные испытания — Обществознание, Математика, Русский язык)
- Профиль — «Менеджмент в химической и нефтегазовой промышленности»